# Frente de Libertação Nacional (Burundi)
A Frente de Libertação Nacional (em francês:  Front de Libération Nationale - Frolina) é um partido político etnicamente hutu no Burundi, que anteriormente actuava como grupo rebelde militante antes e durante a Guerra Civil do Burundi.

## História
Originalmente conhecido como Umbumwé ("Solidariedade"), o FROLINA foi fundado em meados dos anos 80 por Joseph Karumba, ex-professor e ex-membro do PALIPEHUTU. Composto por militantes refugiados hutus do Burundi, o grupo lançou o seu primeiro ataque insurgente aos militares do Burundi em Mabandal, em 13 de agosto de 1990. Depois, Karumba foi repetidamente preso em seu país de exílio, na Tanzânia, e as autoridades locais tentaram reprimir o seu pequeno grupo militante. A partir de 1992, no entanto, o governo da Tanzânia decidiu tolerar as actividades da FROLINA e concedeu asilo à Karumba.
De suas bases na Tanzânia, a ala militante da FROLINA (as chamadas "Forças Armadas Populares") travaram uma guerra de guerrilha de baixo nível contra o governo do Burundi. As suas operações concentraram-se no sul do país, especialmente na área em torno de Nyanza Lac. No geral, o grupo de Karumba permaneceu como uma força "menor" em comparação com outros movimentos rebeldes hutus, como o CNDD-FDD e o PALIPEHUTU-FNL, durante a Guerra Civil do Burundi. Como a maioria dos outros grupos insurgentes hutus, o FROLINA era "militantemente racista" e desejava o extremismo ou pelo menos a marginalização de todos os tutsis do Burundi. O FROLINA principalmente cessou os seus ataques em 1998. Depois de conversas realizadas entre o Presidente do Burundi Pierre Buyoya e Karumba, o partido assinou os Acordos de Arusha em agosto de 2000. Assim, concordou com um cessar-fogo e uma eventual integração dos militares no Exército do Burundi como parte de um acordo de partilha de poder.
Embora parte de FROLINA se tenha recusado a concordar com os Acordos de Arusha, e tenha continuado com a sua insugência, o resto do partido aderiu ao cessar-fogo. Quatro membros da FROLINA tornaram-se parte da Assembleia Nacional de Transição no final de 2001, e o partido desmobilizou as suas forças paramilitares em 2005. A sua importância diminuiu mais tarde, com o FROLINA ganhando menos de 1% dos votos nas eleições comunais do Burundi em 2010.

### Trabalhos citados
- Ngaruko, Floribert; Nkurunziza, Janvier D. (2005). «Civil War and Its Duration in Burundi». In:  Paul Collier; Nicholas Sambanis. Understanding Civil War: Africa. Evidence and Analysis. [S.l.: s.n.] ISBN 978-0-8213-6047-7
- Lansford, Tom (2017). Political Handbook of the World 2016-2017. Volume 1. [S.l.: s.n.]
- Prunier, Gérard. Africa's World War: Congo, the Rwandan Genocide, and the Making of a Continental Catastrophe: Congo, the Rwandan Genocide, and the Making of a Continental Catastrophe. [S.l.: s.n.] ISBN 978-0-19-970583-2